# Karel Jaromír Erben
Karel Jaromír Erben (Miletín, 7 november 1811 — Praag, 21 november 1870) was een Tsjechisch uitgever, folklorist, vertaler, dichter, linguïst, historicus, en advocaat. Bij het grote publiek is Erben vooral bekend vanwege zijn collectie van 13 gedichten genaamd: Kytice z pověstí národních (Een boeket volkslegendes) uit 1853, gebaseerd op traditionele en folkloristische thema's, die op elke Tsjechische school worden geleerd. Hij heeft ook een bundel samengesteld in 1864 met daarin 500 volksliederen uit Bohemen, genaamd: Písně národní v Čechách (Volksliederen uit Bohemen). Erben heeft in een taalcommissie meegewerkt aan de standaardisering van het Tsjechisch. Tevens was Erben actief binnen de beweging: Tsjechische nationale wedergeboorte. Erben werd verkozen als 76e in de televisieshow Největší Čech (De Grootste Tsjech).

## Biografie

### Jeugd
Erben werd geboren op 7 november 1811 in de Tsjechische plaats Miletín, in de regio Hradec Králové in oost-Bohemen, wat toentertijd onderdeel was van het Keizerrijk Oostenrijk. Hij was de derde zoon van schoenmaker Jan Erban (1781-1851) en Anna Kateřina Erbanová-žabová (1781-1864) Erben en zijn zus Josefa Erbenová waren de enige twee van de in totaal negen kinderen die het tot wasdom brachten. De andere kinderen zijn allen voor hun 2e jaar overleden. De oorzaak voor deze kindersterfte ligt waarschijnlijk aan de zwakke gezondheid van Erbens moeder Anna Kateřina. Net als zijn moeder had Erben een zwakke gezondheid en was regelmatig ziek.

### Studie en begin carrière
Erben had een voorliefde voor muziek, hij leerde piano spelen en gaf later zelf pianoles aan vermogende gezinnen. Zijn moeder wilde graag dat hij leraar zou worden. Erben had echter een zwakke stem en voelde zich niet bekwaam voor het vak van leraar. Vanaf zijn 14e ging Erben naar het gymnasium in Hradec Králové. Nadat hij het gymnasium had afgesloten in 1831 kreeg hij een kleine beurs om te gaan studeren in Praag. Na twee jaar filosofie te hebben gestudeerd, ging hij rechten studeren. In 1837 ging Erben aan de slag bij de Praagse strafuitvoeringsrechtbank. Begin 1839 stapte hij over naar het belastingkantoor. Het kantoorwerk beviel hem echter niet en daarom nam hij begin 1843 ontslag.

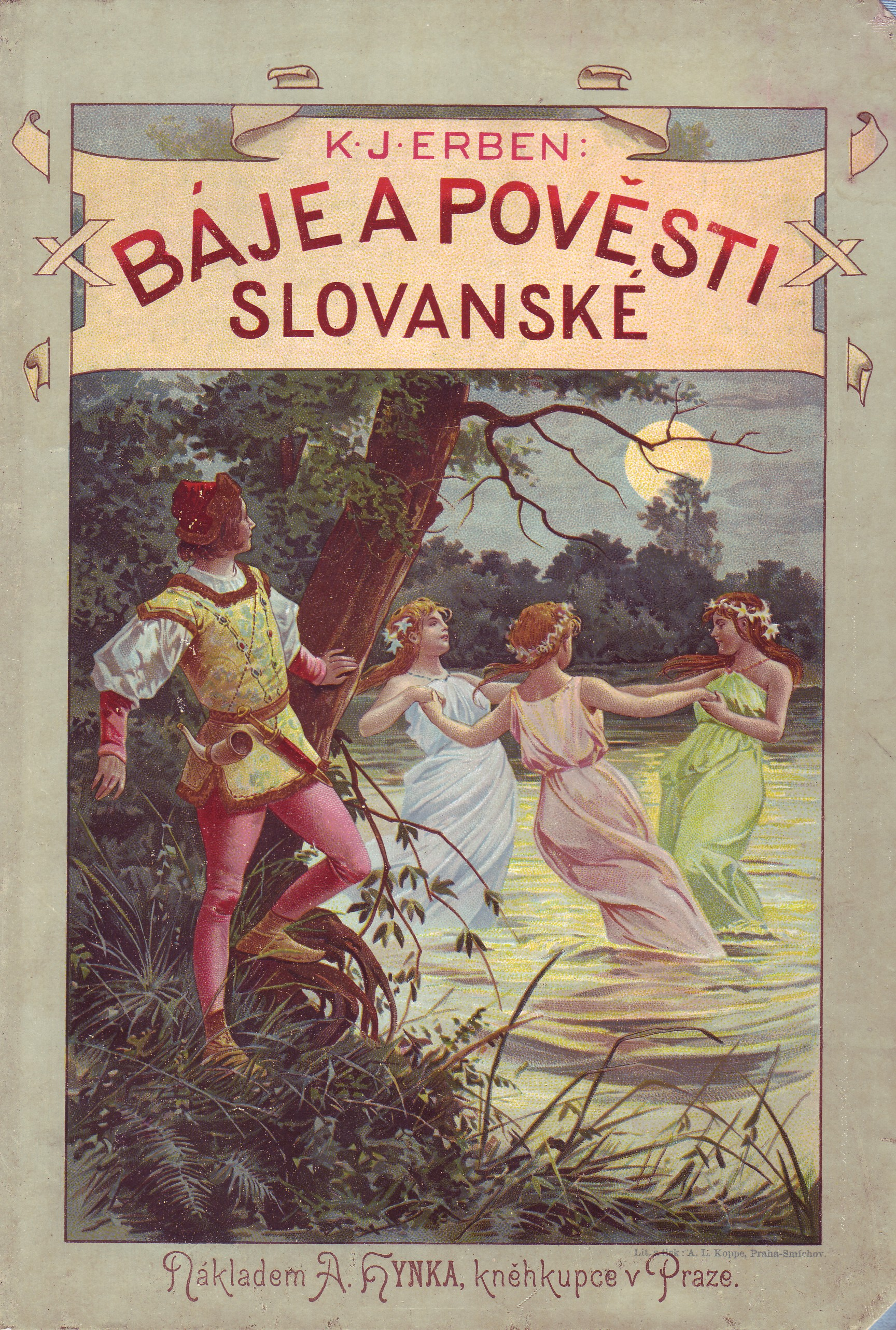
Báje a pověsti slovanské (Nederlands: Slavische Verhalen en Legendes), publicatie uit 1920; cover door: Věnceslav Černy

### Huwelijken en kinderen
In 1842 trouwde hij met Btynka Mečířová met wie hij in 1844, 1846 en 1850 drie dochters kreeg: Blažena, Ladislava en Bohuslava. Samen kregen zij daarnaast nog twee zonen die nooit volwassen zijn geworden. Op 20 augustus 1857 kwam zijn vrouw Btynka te overlijden. Na aandringen van zijn familie is hij half februari 1859 op 47-jarige leeftijd hertrouwd met de toen 24-jarige Žofia Mastná, met haar krijgt hij twee kinderen Vladimir en Marie maar deze komen eveneens beiden vroegtijdig te overlijden.

### Overlijden
Erbens gezondheid gaat sterk achteruit door de werkdruk die hij ervaart. Hij komt op 21 november 1870 te overlijden. Drie dagen later op 24 november wordt hij postuum tot erelid verkozen van de Joegoslavische Academie voor Wetenschappen en Kunsten in Zagreb. Karel Jaromír Erben is 59 jaar oud geworden. Hij ligt begraven op de Olšany-begraafplaats in Praag.

## Prijzen en onderscheidingen
- Ridderkruis van Danils Orde (derde graad) door prins Nicolaas I van Montenegro

## Erelidmaatschappen
- Keizerlijk Gemeenschap voor Liefhebbers van Wetenschap, Antropologie en Ethnographie van de Universiteit van Moskou
- Joegoslavische Academie voor Wetenschappen en Kunsten van de Universiteit van Zagreb

- Bibsys: 90530667
- Bibliothèque nationale de France: cb119018140 (data)
- CiNii: DA08103426
- Gemeinsame Normdatei: 118682245
- International Standard Name Identifier: 0000 0001 1026 9343
- Library of Congress Control Number: n50078875
- Nationale Bibliotheek van Letland: 000198575
- MusicBrainz: d82808fe-ccb2-495f-95e5-8dc8533c6c34
- Bibliotheek van het Japanse parlement: 01146334
- Nationale Bibliotheek van Tsjechië: jk01030532
- Nationale bibliotheek van Australië: 35066936
- Nationale Bibliotheek van Israël: 987007260833805171
- Nationale Bibliotheek van Polen: a0000002595679
- Nationale en Universitaire bibliotheek Zagreb: 000058313
- Nederlandse Thesaurus van Auteursnamen: 070468451
- Réseau des bibliothèques de Suisse occidentale: 02-A027433330
- LIBRIS: 185300
- SNAC: w6k667kz
- Système universitaire de documentation: 026852047
- Trove: 816818
- Virtual International Authority File: 54147355
- WorldCat: E39PBJB8rVBbQFqJYrFRF9mKh3